# Puder
Pojam puder (od fran. poudre, koji pak dolazi iz lat. pulvis) odnosi se na jako finu i suhu substancu koja se nanosi na lice.
Kao temeljna substanca za proizvodnju pudera u kozmetici služi talk (jedan od najmekših minerala).
Kao kozmetički proizvod upotrebljava se prije svega za matirenje kože. Postoje i puderi s antibakterijskim djelovanjem koji služi za suzbijanje nečistoća na koži, te u obojanom izdanju kao npr. brončani puder. Također postoji i ruž za usne u obliku pudera.
U farmaciji kao podloga služe talk, cink oksid, različite škrobi (između ostalog rižino brašno), aerosil (kolonaln silicas) i dr. Ovdje većinom služe kao gradivna i pomoćna tvar, npr. kao preparat za vanjsku primjenu protiv svrbeža, za zatezanje kože, dezifekcijskim i hladnim djelovanjem.
U tiskovinama kao osnova služe različite škrobi (između ostaloga kukuruzna škrob) i kalcijev karbonat.